# 九道河水库
九道河水库是位于中国湖北省宜昌市宜都市枝城镇的一座中型水库，位于长江二级支流纸坊冲河下游。